# 창과
창과(스페인어: changua)는 콜롬비아의 국이다. 흔히 아침으로 먹는 음식이며, 해장 음식이나 야식으로 먹기도 한다.

## 만들기
냄비에 같은 양의 물과 우유을 붓고, 소금으로 간해 끓인다. 버터나 마늘을 넣기도 한다. 끓어오르면 달걀을 풀지 않고 넣어 물수란처럼 익힌다. 송송 썬 파와 다진 고수 잎을 뿌린다. 보통 "칼라도(calado)"라 불리는 노화된 빵과 함께 내는데, 빵을 창과에 담가 뒀다가 부드러워지면 먹는다.